# デミトリ・マキシモフ
デミトリ・マキシモフ（Demitri Maximoff）は、カプコンの2D対戦型格闘ゲーム『ヴァンパイア』シリーズに登場する架空のキャラクター。

## キャラクター設定
七大貴族に数えられるマキシモフ家の当主にして、魔界の覇権を狙う若き吸血鬼。魔界を支配していた三大貴族の一柱である霊王ガルナンの死去後、魔王ベリオールの命を狙った冥王ジェダが自滅してしまったことにより、名乗りを上げた。
ジェダの開いた人間界への扉を利用して力を得たデミトリはベリオールを追い詰めた。しかし、ベリオールが扉を異次元に切り離したことで魔界から吹き飛ばされ、人間界へと放逐された（なお、ベリオールはこの戦いの傷が元で病没することになる）。人間界へ追放されたデミトリは、トランシルヴァニア山脈奥深くの霧の立ち込める森にたたずむ古城ゼルツェライヒ城で100年もの間、復活の日を待ちわびていた。傷付いた体と、失われた魔力が回復するにつれて、体からオーラが発するようになり、苦手にしていた太陽光をも遮断するようになった頃、地球をコレクションにしようと目論むパイロンが襲来。それを感じ取ったデミトリは、再び「闇の貴公子」の名を知らしめるために動き出す。
『ヴァンパイア セイヴァー』では、アーンスランド家の当主となったモリガンとの真の魔王を決する勝負の最中に、復活したジェダによって作り出された魔次元に居城が飲み込まれ、ジェダの野望を打ち砕き自らが魔界を統べる者として君臨すべく動き出す。そのエンディングでは、モリガンの血を吸い服従させようとする（血の儀式）が、それを拒んだモリガンは自ら石化した。しかし、人間界と魔界の両方を手に入れたデミトリは、余りある時間を使ってゆっくりとその心を溶かそうと語っている。
関連書籍では初代『ヴァンパイア』の主人公とされるが、『セイヴァー』のスタッフによる回答では「いわゆる『主人公』『脇役』といった肩書はなく、プレイヤーの扱うキャラクターが常に主人公」「強いて『セイヴァー』の代表者を挙げるならジェダ」と語られている。
筋肉によって、ピチピチにはちきれんばかりの燕尾服にマントを身につけており、玉ねぎ頭などと比喩されるオールバック気味に逆立った髪型をしている。その外観からアメコミのヒーローを連想させるが、服装自体は生年当時の文化を反映させたものである。
一部の通常技や超必殺技を放つ時やダメージを受けた際などに、全身漆黒の体で背中に翼を生やした悪魔のような姿に変わることがあり、『SNK VS. CAPCOM SVC CHAOS』（以下『SVC CHAOS』と表記）ではラウンド開始前やガード時など、その姿を見せる機会が増えている。その姿は本来の姿とのこと。
勝利ポーズで身に纏うオーラを激しく波打たせて高笑いを上げたり、一部の技名を叫ぶ。勝利時のメッセージは冷静なものが多いが、女性を誘うプレイボーイ風の独特な台詞も多い（後者の台詞は『セイヴァー』で追加されたものである）。
『セイヴァー』から追加されたEX必殺技の「ミッドナイトブリス」は、男女問わず相手を美女に変えてから干からびるまで血を吸い上げ、その後に燃やすという内容で、女性化されたキャラクターたちのフィギュアシリーズがガシャポンで発売されるなどの人気を博した。
他社とのコラボレーション作品には、SNKの『SVC CHAOS』で初めて参戦を果たした。『SVC CHAOS』においてはグラフィックも一新され、陰影の映える立体感と設定に忠実な身長が特徴となっている。同作品においてはヴァンパイアシリーズ同様、「ミッドナイトブリス」でSNKキャラクターたちを女性化させることができる。その後も『NAMCO x CAPCOM』や『クロスエッジ』などにも登場している。カプコンのみのクロスオーバー作品では『CAPCOM FIGHTING Jam』（以下『CFJ』と表記）に登場する。

## ゲーム上の特徴
対戦格闘ゲームの主人公らしい飛び道具・対空技・突進攻撃、いわゆる「三種の神器」と呼ばれるタイプの技を備えている。基本を踏まえた正統的な技が多い。
通常技のリーチは全体的に長く、ジャンプ攻撃は高い性能のものが揃っている。ダッシュについては、一時的に姿を消して少し移動した地点に現れたり、腕を組んで直立不動のまま相手に近付き、掴んで何度も噛み付いた後に連続攻撃を決める「ミッドナイトプレジャー」などの独特な技もある。飛び道具の「カオスフレア」は、相手を燃やすというヒット効果から、『セイヴァー』になってからは蝙蝠が相手に噛み付いて行動不能にさせるという技に変更された。主に対空迎撃に使用する「デモンクレイドル」は、モリガンの「シャドウブレイド」のような同系統の技と比べて、着地時の隙が小さいというのも特徴の1つである。
だが、個々の技はどれもクセがあり、使い所を選ぶ必要がある。

## 技の解説

### 通常技
『ヴァンパイア』シリーズでの技名称を掲載。なおジャンプ状態の垂斜の区別はない。
| 操作     | 立ち（近距離）   | 立ち（遠距離）   | しゃがみ             | ジャンプ             |
| -------- | ---------------- | ---------------- | -------------------- | -------------------- |
| 弱パンチ | ダークリスト     | ダークリスト     | ブラックシュテム     | デビルストローク     |
| 中パンチ | ブレスピリオド   | デビルブロー     | ブラックシュテム     | デビルスタブ         |
| 強パンチ | デモンキャリア   | デビルストライク | バットスクリーン     | マークィスエンブレム |
| 弱キック | ヘルズグロウン   | ヘルズグロウン   | デモングライド       | シャトーイーブス     |
| 中キック | デビルフライト   | サタンズペイン   | デモンスラッシュ     | エクセレントアクシス |
| 強キック | ブラッディロアー | ブラッディロアー | ヘイトリッドオーメン | ノーブルトライアンフ |

### 特殊技
特殊ダッシュ
『ヴァンパイア』シリーズにおけるダッシュ。腕を組んだ直立不動の姿勢のまま浮遊するように前後を移動し、その際に一瞬姿を消す。この消える瞬間に無敵状態となるが、『ハンター』では投げられ判定があった。『セイヴァー』では投げられ判定もなくなり、姿が消えている間は完全無敵状態となった。
『SVC CHAOS』ではフロントステップ・バックステップがそれとは異なるため、コマンドによる特殊技として用意されている。このダッシュ中に必殺技「デモンクレイドル」を出すと、「ダッシュ・デモンクレイドル」に変化する。

### 投げ技
バットダイブ
相手をつかんだ後、真上に飛んで反転後地面へ叩きつける。
ライトプレジャー
相手に何度も噛み付いた後、後方に放り投げる。噛み付く際のモーションは、「ミッドナイトプレジャー」と同じ。
レバガチャで攻撃回数およびダメージを大幅に増やすことができ、CPU操作時に使用されると大ダメージを受ける。
『SVC CHAOS』ではダメージが固定されている。
『セイヴァー』では「ミッドナイトプレジャー」失敗で出ることがあるため、俗に「偽プレジャー」などと言われたことも。
デモンフライ
空中投げ。「バットダイブ」の反転後の下降の形で、相手を直下に叩きつける。

### 必殺技
『SVC CHAOS』では、ES技がシステムとして存在していない。
カオスフレア
掛け声とともに、火球を拳から放つ飛び道具。『ハンター』までは、小さめの火の塊とような感じになり炎に包まれ若干仰け反る。空中の相手に当たると燃焼ダウンするが、追いうちは不可。『セイヴァー』以降は、オーラをまとった蝙蝠を飛ばし相手に当たると蝙蝠が短時間噛み付き続けた後に画面外へ飛んでいくといった仕様に変更され、デミトリが蝙蝠を飛ばす祭のモーションも変更された。ただし、空中の相手に当てた場合はダウンするだけで、行動不能にさせる効果は無い。『ハンター』までと『SVC CHAOS』では両手から発射、『セイヴァー』以降は片手で払うように撃つ。
ES版は、「我が怒りを受けよ!」という意味の英語の叫びと共に巨大な火球を繰り出す。『ハンター』までは、悪魔の顔を象った大きな火球を放つ。通常時と異なる点は、ヒット数が初代が2、『ハンター』が3で、当たった相手が必ず燃焼ダウンし、そこに追いうちを決めることが可能。『セイヴァー』以降は、大きさとヒット数は通常のものと変化はない。通常時よりも威力が高く、青色に点滅した蝙蝠が飛んでいき、当たった相手に蝙蝠が噛み付いて少しの間行動不能にさせるのも、空中の相手に当てたときのヒット効果も通常時と同様である。なお、蝙蝠が噛み付いた時、噛み付かれた側がレバガチャをすることで行動不能時間の短縮を図ることが可能。
『NAMCO x CAPCOM』では「カオスフレア」およびその強化版「ゲットマイレイジ」が使用されている。
空中カオスフレア
空中で出す「カオスフレア」。斜め下方に光球を撃つモリガンとは違い、出したときの高度で真横に向かって飛んでいく。初代および『ハンター』、そして『SVC CHAOS』では撃った時の反動でデミトリが後方へ落ちるが、『セイヴァー』以降では元の軌道のまま落下する。
ES版は、地上で出したときと同じものが真横へ向かって飛んでいく。性能面での変化はない。ESでないものと違い、全作品で発射したデミトリが若干後方へ落ちる。
デモンクレイドル
マントを蝙蝠の翼に変え、技名を叫びながら真上に向かって回転しつつ飛び上がる。技の出際に無敵時間がある。シリーズ全作品で、大きな仕様の違いは見られない。ガードキャンセルに対応している。横への攻撃判定は小さいが、地上に降りた際に生ずる硬直時間が短いのも特徴。
ES版は、螺旋状の光を帯びながら回転しつつ飛び上がる。通常時は1ヒットだが、ES版は初代では最大5ヒット、『ハンター』では最大7ヒット、『セイヴァー』以降は最大8ヒットまでヒット数が増加する。通常時と異なり、空中ガード不可（『セイヴァー』では空中ガード可能となった）。
『NAMCO x CAPCOM』では「EXデモンクレイドル」という名前で登場している。
ダッシュ・デモンクレイドル
ダッシュ（『SVC CHAOS』では特殊移動）中に「デモンクレイドル」を入力することにより、消えて出てきた瞬間斜め前方へ向かって「デモンクレイドル」を繰り出す。技の性能自体は通常の「デモンクレイドル」と同じ。デミトリのダッシュは必殺技でキャンセルが可能であるため、「ミッドナイトプレジャー」ないし「ネガティブストーレン」との二択を迫ることが可能。
ES版は、ダッシュでない時の「ESデモンクレイドル」をそのままダッシュ性能に変えた形になる。ヒット数も同じ。
バットスピン
上方に瞬間移動をし、マントを体に巻きつくような形に変えて回転しながら斜め下方に飛んで行き、当たるとドリルのように相手をえぐり、最大3ヒットする。弱中強の押したボタンにより、瞬間移動後の出現位置が変わる。当たった後は後方に跳ね返り、その際に隙が生じる。ただし、非常に低い位置で当てると跳ね返らないため、そのまま攻めに移行できる。
ES版は、ヒット数が初代は最大7ヒット、『ハンター』以降は最大9ヒットまで増加する。押した2つのボタンの組み合わせで、通常時のように出現位置が変わる。通常時とは異なり、ES版はどこで当てても後方に跳ね返ることは無い。
ネガティブストーレン
「バットダイブ」に回転を加えたもの。レバー1回転の若干難しいコマンドではあるが、ダッシュの無敵時間を利用すれば比較的簡単に発動が可能で、奇襲にもなる。なお、この技にES版は存在しない。
ヘルズライド
『ハンター』以降から追加された、『ヴァンパイア』シリーズのシステムのダウン追撃攻撃。倒れた相手に向かって飛んで行き、体を踏みつけた後に元の位置に着地する。
ES版は、相手の体を5度踏みつけた後に一礼する。回復不能ダメージあり。

### EX必殺技（超必殺技）
ミッドナイトプレジャー
初代から存在するEX技で、『セイヴァー』以降はボタン連続押しコマンドの技になった。腕組みした直立不動の状態で点滅しながら前方に移動し、相手を掴むと8回噛付いた後に4発の連続攻撃を加えて吹き飛ばす。判定自体は地上での投げ技と同じであるため、投げられない状態の相手を掴むことはできない。『ハンター』までは1ゲージで出すことができたが、『セイヴァー』では2ゲージ必要になり、コマンドも順番押し系になった。
なお、特定の条件下では、この技が通常通りに決まらない場合がある。『セイヴァー』にてダークフォースを発動した状態のデミトリがこの技を決めると、ダークフォース中に登場する蝙蝠が相手に攻撃を仕掛けるために、デミトリが噛み付いた後の4発の連続攻撃が最後まで連続ヒットしない。さらに、相手がサスカッチかビシャモンで、前者が「ビッグレジスター」、後者が「黄金帷子」を発動してスーパーアーマー状態の時に「ミッドナイトプレジャー」を決めると、連続攻撃の最後の一撃のヒット効果が吹き飛びダウンではなくのけぞりに変わるため、この直後にデミトリが反撃を受ける可能性がある。
ミッドナイトブリス
『セイヴァー』以降に追加されたEX技。独特の掛け声と共に、体が点滅して花束を持って前進、相手を掴むとそのまま女性の姿に変え、雄叫びを上げながら血液を吸い上げてカラカラのミイラにしてしまう。その後、相手を燃え上がらせると同時に手を離し、特徴的な台詞と共に後退しながら投げキッスをする。相手は炎上した際に元の姿に戻ってその場に落ち、倒れこむ。『CFJ』では、血を吸い上げる以降の動作がブラックアウトして、明けた時には相手が倒れているという仕様になっていた。「ミッドナイトプレジャー」同様投げ技であり、掴み判定の発生も「ミッドナイトプレジャー」より遅いが、接近戦で出す分には有効な技である。
全キャラクター個別に女性化された姿が用意されている。『NAMCO x CAPCOM』では、敵ユニットの体力を吸収するスキルとして使用している。
デモンブラスト
『ハンター』で追加されたEX技。デミトリの体から無数の光る蝙蝠を多数発射する。接近した状態でビクトルに対して出すと、最大で31ヒットする。『セイヴァー』以降は下記の「デモンビリオン」と入れ替わったが、『CFJ』で復活している。
デモンビリオン
『セイヴァー』以降追加されたEX技。デミトリ自体が無数の蝙蝠になり、前方に向かって飛んで行き当たった相手に16ヒットのダメージを与える。その間デミトリ本体は画面からいなくなるが、姿を消した空間には食らい判定がしっかりと残っている。
『セイヴァー2』『ハンター2』でダークフォース中に発動すると、『ハンター』の「デモンブラスト」に近い性能に変化する。
ダークサイドマスター
『セイヴァー』ではダークフォース、『セイヴァー2』『ハンター2』ではEX技として扱われていた。デミトリの周りに2匹の蝙蝠がついて回り、デミトリの攻撃に反応して、追撃を加える。
ES・カオスフレア
『SVC CHAOS』で超必殺技扱いされていた「ESカオスフレア」。
デモン・フレア
『SVC CHAOS』のEXCEED（1試合中に1度しか出せない技）で、ES技から更にパワーアップした「カオスフレア」。こちらは、「地獄へ行け!」という意味の英語の叫びと共に巨大な火球を発射する。

### その他の技
ミッドナイトフェスティバル
『NAMCO x CAPCOM』でのモリガンとの協力攻撃。敵2体に対し、それぞれデミトリによる吸血、モリガンによる精気吸収を行った後にデモンクレイドルとシャドウブレイドでとどめを刺す。

## 特殊なダメージモーション
ミッドナイトブリス
- 『ヴァンパイア』：ネグリジェ姿の長髪の若い女性。
- 『SVC CHAOS』：胸の部分が大きくはだけたタキシード風のハイレグに網タイツとヒールタイプのブーツといった姿。マントが蝙蝠の翼のようになっていて、どことなくモリガンを髣髴とさせる格好。ただし、髪形の変化は見られない。
- 『CFJ』：マントを付け、シャツにベストを羽織り、女子高生のようなスカートとブーツを履いた少女。3ボタン同時押しでミッドナイトブリスを出した場合は、『ヴァンパイア』の時のものになる。
- 『クロスエッジ』：玉ねぎの髪形をしたドレスの姿。

王家の裁き（アナカリス）
蝶ネクタイを付けた蝙蝠。
とが首さらし（ビシャモン）
上半身のみで、さらし台の上でポーズをとっている。
サングェ＝パッサーレ（ジェダ）
両手が膨らむ。

## 登場ゲーム作品
- ヴァンパイアシリーズ
  - ヴァンパイア
  - ヴァンパイア ハンター
  - ヴァンパイア セイヴァー
  - ヴァンパイア ハンター2
  - ヴァンパイア セイヴァー2
  - ヴァンパイア クロニクル ザ カオスタワー
  - ヴァンパイア ダークストーカーズコレクション
- その他
  - CAPCOM FIGHTING Jam
- 他社とのクロスオーバー
  - NAMCO x CAPCOM
  - SNK VS. CAPCOM SVC CHAOS - 乱入キャラクターかつ隠しキャラクターとして登場
  - SNK VS. CAPCOM 激突カードファイターズシリーズ
  - クロスエッジ
  - PROJECT X ZONE
  - PROJECT X ZONE 2:BRAVE NEW WORLD

## 声優
- 檜山修之（全ゲーム作品）
- 荒木香恵（『ヴァンパイア セイヴァー』〈ミッドナイトブリス時〉[3]）
- 大塚明夫（OVA『THE ANIMATED SERIES ヴァンパイアハンター』、ドラマCD『ヴァンパイアハンター The Animated Series』、ドラマCD『電撃CD文庫EX ヴァンパイア 〜ザ ナイト ウォーリアーズ〜』）。
- 塩沢兼人（ドラマCDおよびカセット ヴァンパイアハンター『ヴァンパイア・ナイト 〜お笑い夜の祭典〜』、『ダークネスミッション〜特選バター醤油味〜』）

## その他
- 追放されて人間界に来た時に、人間の生き血が美味であることを発見した。なお、好みはAB型の乙女の生き血。『SVC CHAOS』では、藤堂香澄と対決した際の会話デモにおいて「男の血は飲まない」と語っている。
- 『ハンター』までのトランシルヴァニアステージにいるデミトリのとりまきの美女4人は、それぞれパトリシア、エリザベス、フランソワーズ、アンジェリカという名前。
- 『ハンター』までのホームステージは前述のトランシルヴァニアステージだが、『セイヴァー』以降のステージは「FEAST OF THE DAMNED（地獄の亡者たちの饗宴）」というトランシルヴァニアステージとは多少異なっている箇所があるステージがメインとなっている。
- 漫画『ヴァンパイア セイヴァー 〜魂の迷い子〜』では、油断してザベルに敗北するという面目丸潰れな試合内容だった。しかし、作中で全く苦戦している描写がなく（モリガンもフォボス戦で苦戦を強いられている）、その実力の高さも描かれている。
- 『NAMCO x CAPCOM』ではデミトリのマキシモフ家は魔界の名門貴族ということになっている。